# Torn (Evergrey)
Torn è l'ottavo album della band Progressive metal Power metal Evergrey reso pubblico il 22 settembre 2008 .

## Tracce
1. Broken Wings - 4:42
2. Soaked - 4:58
3. Fear - 4:15
4. When Kingdoms Fall - 5:32
5. In Confidence - 4:03
6. Fail - 4:50
7. Numb - 5:17
8. Torn - 4:43
9. Nothing Is Erased - 4:40
10. Still Walk Alone - 4:43
11. These Scars - 5:51

Limited Edition bonus track
1. Caught In A Lie - 5:46

## Formazione
- Tom S. Englund - voce, chitarra
- Henrik Danhage - chitarra
- Jari Kainulainen - basso
- Rikard Zander - tastiere
- Jonas Ekdahl - batteria